# Shaftesbury (Angleterre)
Pour les articles homonymes, voir Shaftesbury.
Shaftesbury est une ville du Dorset, en Angleterre. Elle est située dans le nord du comté, près de la frontière du Wiltshire, à 32 km à l'ouest de Salisbury. Au recensement de 2011, elle comptait 7 314 habitants.

## Histoire
En 880, Alfred le Grand fonde un établissement fortifié destiné à se protéger contre les envahisseurs danois, puis une abbaye de femmes en 888. Le roi Æthelstan y installe trois ateliers monétaires. En 981, les reliques d'Édouard le Martyr sont transférées dans l'abbaye, qui devient alors un des grands lieux de pèlerinage d'Angleterre.
Knut le Grand meurt en 1035 à Shaftesbury et est enterré à Winchester.
En 1260, une charte autorisant l'établissement d'un marché est accordée à la ville.
Lors de la dissolution des monastères, l'abbaye de Shaftesbury est détruite en 1539, entraînant le déclin de la ville.

## Personnalités liées à la ville
- J S Goodall (1908-1996), illustrateur de livres pour enfants britannique, y est mort ;
- Michael Lapage (1923-2018), rameur d'aviron, y est né. ;
- Kerry Minnear (1812-1895), musicien multi-instrumentiste de formation classique qui a joué avec le groupe rock progressif Gentle Giant de 1970 à 1980, y est né ;
- Robert Newton (1905-1956), acteur, y est né ;
- Richard Upjohn (1802-1878), architecte américain, y est né ;
- Richard M. Upjohn (1828-1903), architecte américain, et fils de Richard Upjohn, y est né.

## Jumelage
- Brionne (France) depuis 1975[1]